# Worcestershiresås

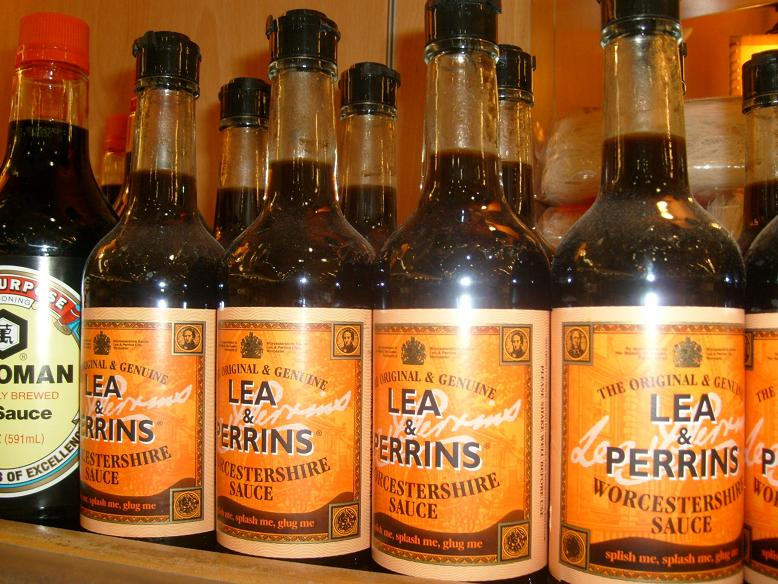
Worcestersås

Worcestershiresås, ibland Worcestersås,  (uttalas ˈwʊstəˌʃɪə-) är en tunnflytande stark kryddsås ursprungligen tillverkad av firman Lea & Perrins i Midland Road i grevskapet Worcestershire i England. Worcestershiresås används som smaksättare till kötträtter, soppor, grytor och liknande och säljs i stora delar av världen. Ingrediensernas exakta proportioner till varandra är en välbevarad företagshemlighet.

## Tillkomst
Historien berättar att en Lord Sandys, tidigare brittisk guvernör i Bengalen, 1835 anlitade kemisterna John Wheeley Lea och William Henry Perrins för att tillverka en sås enligt ett recept han hittat i Bengalen. Lea och Perrins var inte speciellt nöjda med smaken, men behöll en tunna som de ställde undan. En tid senare öppnade de tunnan, och upptäckte att fermenteringen gett en pikant och angenäm smak åt blandningen. Såsen började säljas 1837 och flera andra tillverkare började tillverka kopior. 1906 stämde Lea & Perrins konkurrenten Holbrooks, en tillverkare i Birmingham, i ett försök att få ensamrätten till namnet "Worcestershire Sauce". Rätten bestämde dock att namnet fick användas av alla, men att Lea & Perrins var de enda som fick kalla såsen "Original and Genuine".

## Innehåll och användning
Såsen, som fortfarande tillverkas enligt originalreceptet, innehåller maltvinäger (av korn), vinäger, melass, socker, salt, sardeller, tamarindextrakt, lök, vitlök, kryddor och smakämnen. 2009 kom ett dokument fram som avslöjade vilka ingredienser som ligger bakom "kryddor och smakämnen", vilka tros vara kryddnejlika, sojasås, citroner, pickles och peppar. Av dokumentet framgick dock inte vilken mängd färdig produkt ingredienserna var avsedda för, inte heller metoden för att göra blandningen.
Såsen tillsätts droppvis som smaksättare eller tillbehör i kött- och fiskrätter, såser och drinkar. Klassiska exempel är drinken Bloody Mary, i dressing till Caesarsallad, till pyttipanna eller allmänt till kött.